# Evelyn Buckwar
Evelyn Buckwar (* 1964 in Berlin, Deutschland) ist eine deutsche Mathematikerin. Sie ist Professorin für Mathematik an der  Johannes Kepler Universität (JKU) Linz und leitet das Institut für Stochastik.

## Leben
Evelyn Buckwar studierte Mathematik an der  Freien Universität Berlin und promovierte dort im Jahr 1997. Von 1993 bis 1998 war sie dort auch als wissenschaftliche Mitarbeiterin tätig. Von Dezember 1998 bis April 2001 war sie als Marie-Curie Fellow an der University of Manchester, UK, danach als wissenschaftliche Mitarbeiterin an der Humboldt-Universität zu Berlin, wo sie 2005 habilitierte. Es folgten ein Jahr als Dorothea-Erxleben-Gastprofessorin an der Otto-von-Guericke-Universität Magdeburg, sowie ein weiteres Jahr als Gastprofessorin an der  Technischen Universität Berlin. Von 2007 bis 2011 war sie Lecturer an der Heriot-Watt University in Edinburgh. Seit August 2011 ist sie Professorin für Stochastik an der JKU und leitet dort das Institut für Stochastik.

## Arbeitsgebiete und Forschungsinteressen
- stochastische Differentialgleichungen mit und ohne zeitverzögerten Argumenten
- Numerische Analysis für Stochastische Differentialgleichungen
- Stabilitätstheorie für Stochastische Differentialgleichungen
- Anwendungen von Stochastischen Differentialgleichungen, insbesondere in den Neurowissenschaften

## Nachweise
1. ↑  Dorothea-Erxleben Gastprofessuren

| Personendaten    | Personendaten                                 |
| ---------------- | --------------------------------------------- |
| NAME             | Buckwar, Evelyn                               |
| KURZBESCHREIBUNG | deutsche Mathematikerin und Hochschullehrerin |
| GEBURTSDATUM     | 1964                                          |
| GEBURTSORT       | Berlin, Deutschland                           |